# بلشون أبيض ثلجي
البلشون الأبيض الثلجي (Egretta thula) هو طائر أبيض صغير الحجم. يأتي اسم الجنس من الوثائقية الفرنسية للتعبير عن البلشون الصغير، البلشون الأبيض، والذي هو أصغر من ايجرون، «مالك الحزين». اسم النوع ثولا وهو مصطلح أراوكانو للبجعة سوداء العنق، وقد تم تطبيقه على هذا النوع عن طريق الخطأ من قبل عالم الطبيعة التشيلي خوان إجناسيو مولينا في عام 1782.
البلشون الثلجي هو النظير الأمريكي لبلشون البلشون الصغير في العالم القديم المشابه جدًا، والذي أصبح راسخًا في جزر الباهاما. في وقت من الأوقات، كانت أعمدة البلشون الثلجي مطلوبة بشدة كزينة لقبعات النساء. تم اصطيادهم من أجل هذه الأعمدة مما أدى إلى انخفاض عدد الأنواع إلى مستويات منخفضة بشكل خطير. الآن هم محميون في الولايات المتحدة بموجب قانون معاهدة الطيور المهاجرة، وبذلك فقد انتعش تعداد هذا الطائر.

## وصف الطائر
البلشون البالغ ثلجي أبيض بالكامل باستثناء الثور الأصفر بين المنقار الأسود الطويل والعين والساقين السوداء والأقدام الصفراء الزاهية. يحمل مؤخر العنق والرقبة أعمدة طويلة أشعث تُعرف باسم البلشون الأبيض. البلشون الثلجي غير الناضج له أرجل باهتة وخضراء.

### القياسات:[9]
- الطول : 22.1-26.0 بوصة (56-66 سم)
- الوزن : 13.1 أونصة (370 جم)
- جناحيها : 39.4 بوصة (100 سم)

## التوزيع والسكن
البلشون الثلجي موطنه أمريكا الشمالية والوسطى والجنوبية. حيث إنه موجود على مدار السنة في أمريكا الجنوبية، ويتراوح تواجده جنوبا في تشيلي والأرجنتين. كما يوجد على مدار العام في جزر الهند الغربية وفلوريدا والمناطق الساحلية في أمريكا الشمالية والوسطى. كما توجد في أماكن أخرى، في الجزء الجنوبي من الولايات المتحدة، فهي طيور مهاجرة، تتكاثر في كاليفورنيا ونيفادا ويوتا وكولورادو وأريزونا ونيو مكسيكو وتكساس ولويزيانا وميسيسيبي. توجد في الأراضي الرطبة بأنواع عديدة؛ مثل المستنقعات وضفاف الأنهار، والبحيرات والبرك والمستنقعات المالحة ومصبات الأنهار. لا توجد طيور البلشون على ارتفاعات عالية ولا بشكل عام على الساحل. ظهر البلشون الأبيض الثلجي كمتشرد في أوروبا، وأيسلندا، واسكتلندا وجزر الأزور. كما تم تسجيله في جنوب إفريقيا.

## النظام الغذائي
تأكل الطيور الأسماك، القشريات، الحشرات، الزواحف الصغيرة، القواقع، الضفادع، الديدان، وجراد البحر. يطاردون الفريسة في المياه الضحلة، وغالبًا ما تقوم بالركض أو تحريك أقدامها، ودفع الفريسة للعرض عن طريق تأرجح رؤوسهم، أو تحريك أجنحتهم أو اهتزاز فواتيرهم. قد تحوم أيضًا، أو «تغطس لصيد الأسماك» عن طريق الطيران بأقدامها فوق سطح الماء مباشرة. قد يقف البلشون الثلجي ثابتًا أيضًا في مكانه وينتظر نصب كمين للفريسة، أو البحث عن الحشرات التي تثيرها الحيوانات الأليفة في الحقول المفتوحة. في بعض الأحيان يتغذون في مجموعات مختلطة الأنواع.

## التزاوج
تتكاثر البلشون الثلجي في مستعمرات مختلطة، والتي قد تشمل البلشون الكبير، مالك الحزين الليلي، مالك الحزين ثلاثي الألوان، مالك الحزين الأزرق الصغير، بلشون الماشية، أبو منجل اللامع وأبو ملعقة الوردي. يؤسس الذكر منطقة ويبدأ في بناء العش في شجرة أو كرمات أو شجيرات كثيفة. ثم يجتذب رفيقته بعرض مغازلة مفصل يتضمن الغطس لأعلى ولأسفل، ورفع الفاتورة، والعروض الجوية، والغوص، والهبوط، والاتصال. يتم حماية المنطقة المجاورة مباشرة للعش من الطيور الأخرى وتنتهي الأنثى من بناء العش بالمواد التي يجلبها الذكر. ويتم بناءه من الأغصان والاندفاع والرسديات والأعشاب والطحالب الإسبانية والمواد المماثلة ويمكن أن يبلغ عرضه 15 بوصة (38 سم). يتم وضع ما يصل إلى ستة بيضات شاحبة ذات لون أخضر مزرق والتي تفقس بعد حوالي 24 يومًا. الصغار مملون ومغطاة باللون الأبيض عند الفقس لأول مرة. يغادرون العش بعد حوالي 22 يومًا.

## الاكتشافات الاحفورية
تم الإبلاغ عن حفريات البلشون الثلجي من تسربات القطران تالارا في بيرو وفي برادنتون في مقاطعة ماناتي وهايلي اكس آي بي في مقاطعة ألاتشوا (فلوريدا)، الولايات المتحدة. تم تأريخ الرواسب إلى أواخر العصر الجليدي.

## وضع الحفاظ
في أوائل القرن العشرين، تم اصطياد البلشون الثلجي على نطاق واسع بسبب أعمدة التكاثر الطويلة التي كانت ترتديها السيدات الرائعات على قبعاتهن. تم إنهاء هذه التجارة في عام 1910 في أمريكا الشمالية ولكنها استمرت لبعض الوقت في أمريكا الوسطى والجنوبية. منذ ذلك الحين تعافى السكان. يمتلك الطائر نطاقًا واسعًا جدًا نسبة لمجموع السكان الكبير. لم يتم التعرف على أي تهديدات معينة ويبدو أن الاتجاه السكاني يتجه نحو الأعلى، لذلك قام الاتحاد الدولي للحفاظ على الطبيعة بتقييم الحالة وحفظها على أنها «أقل أهمية».

## المعرض

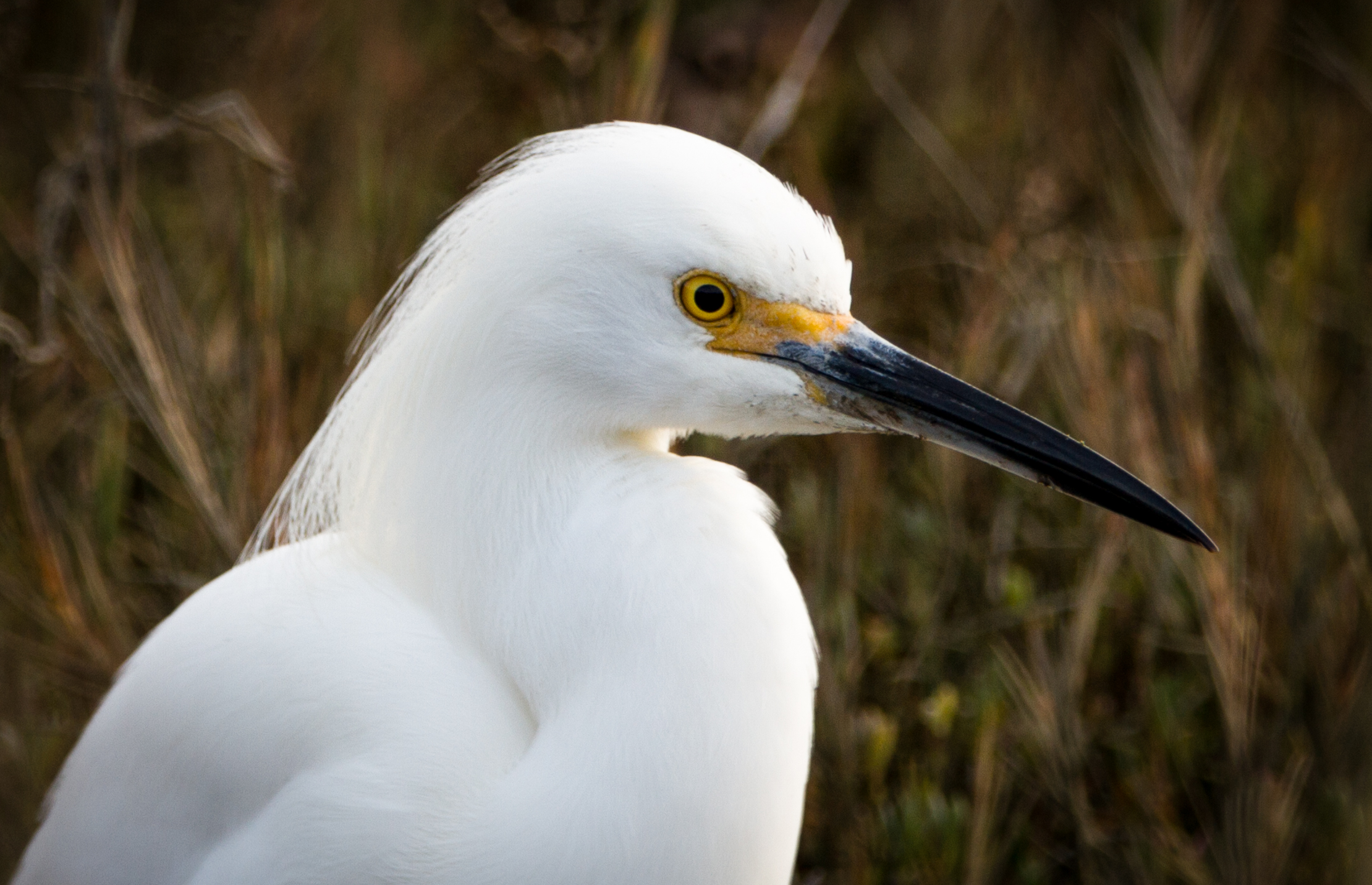
صورة للوجه
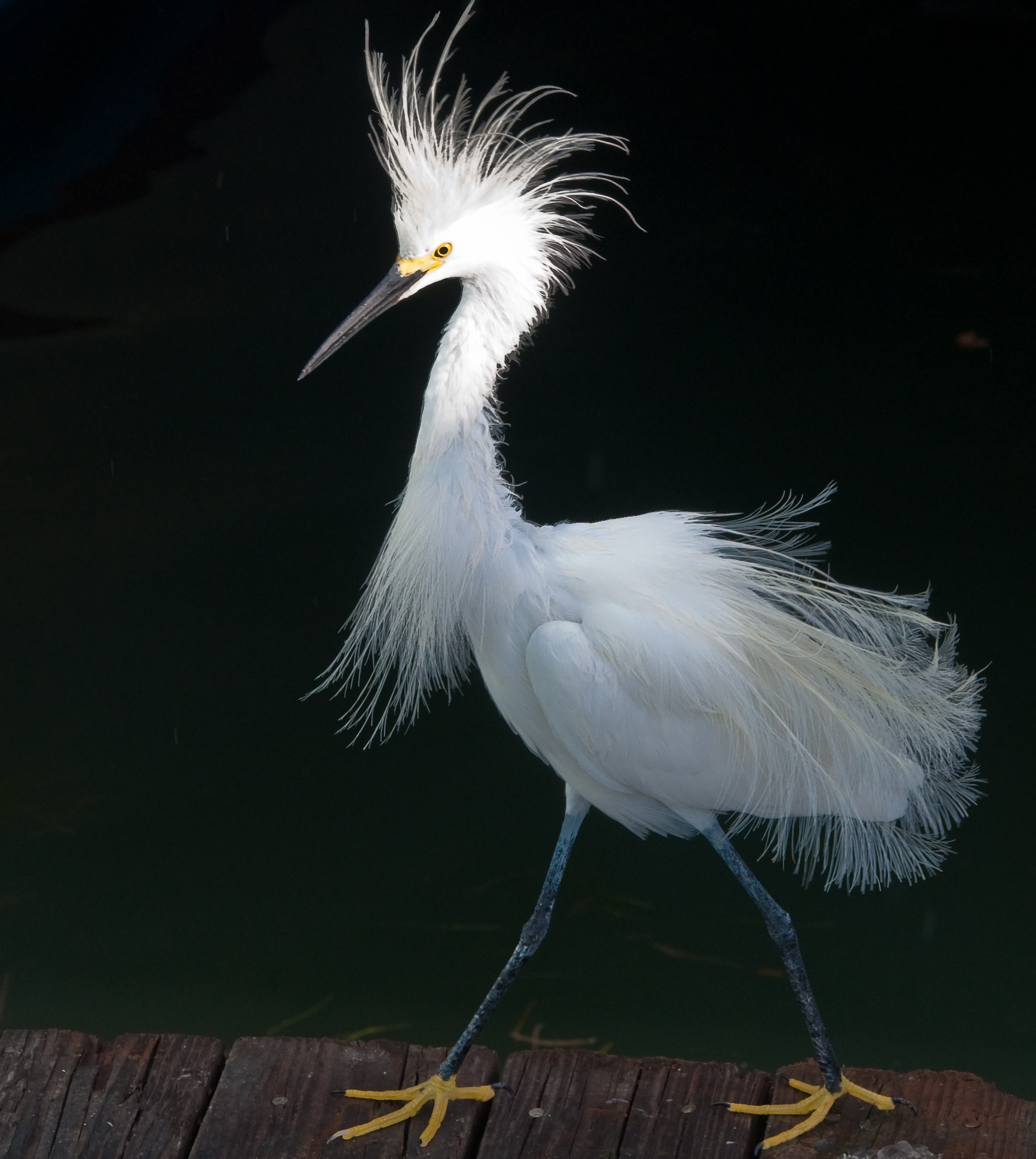
عرض ريش
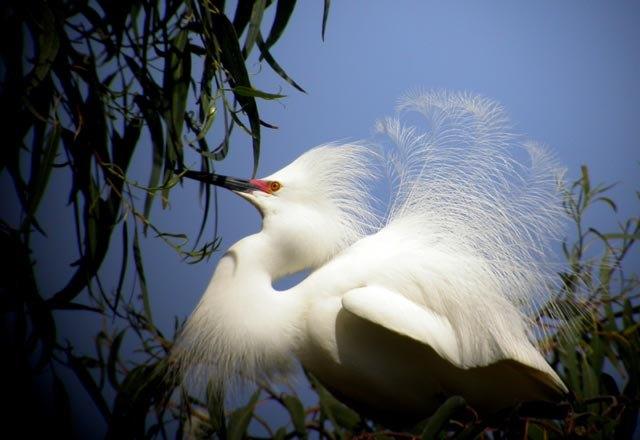
تربية كاملة للريش
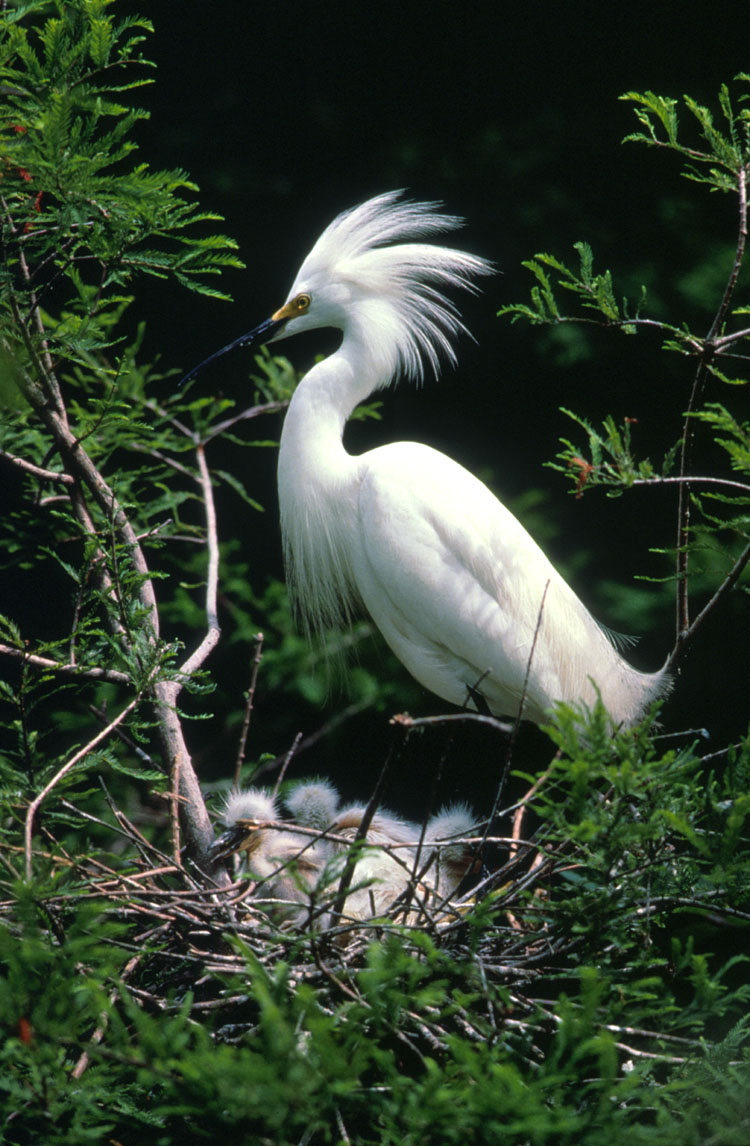
مع الكتاكيت
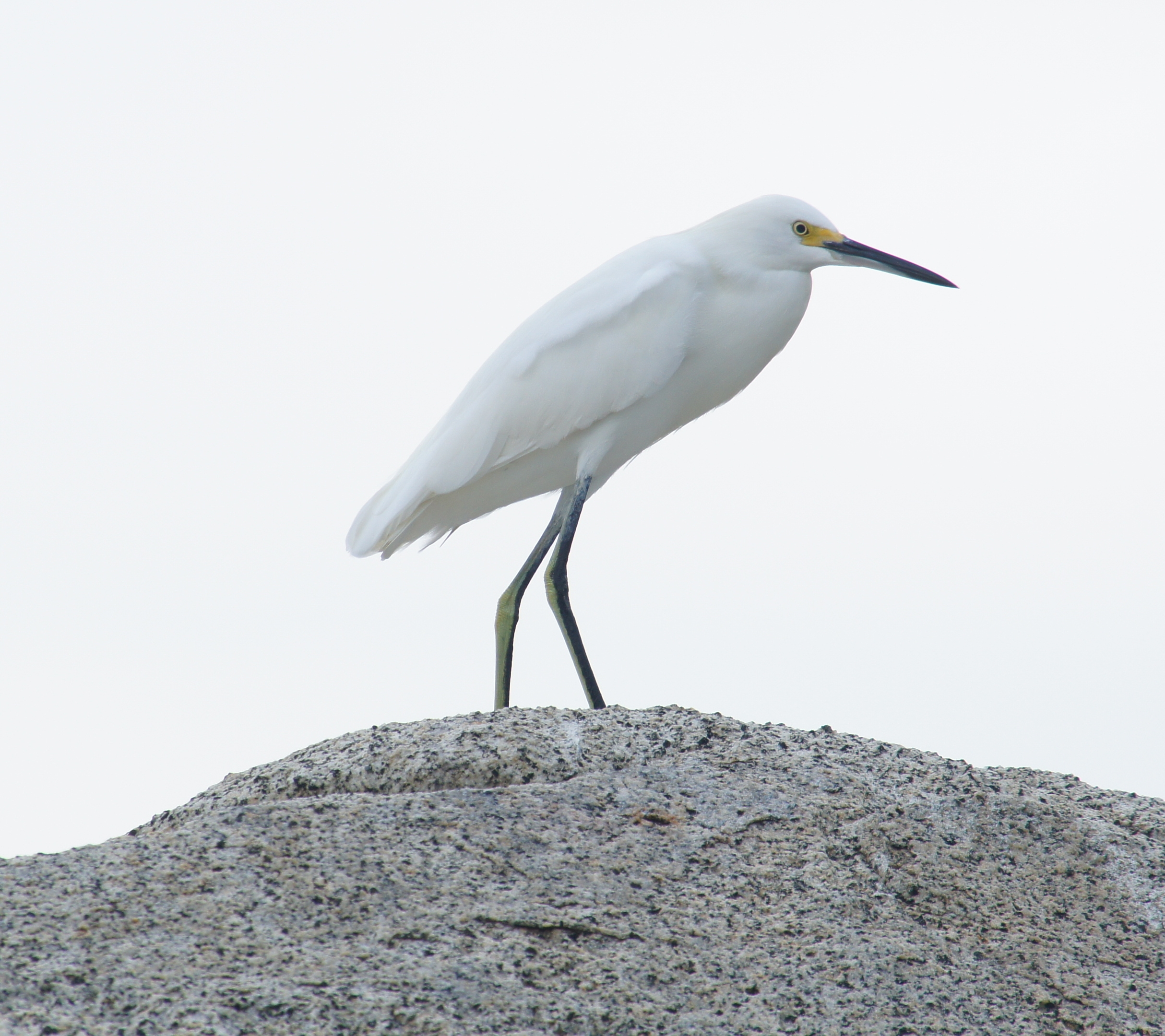
حديقة تايرونا الوطنية، كولومبيا
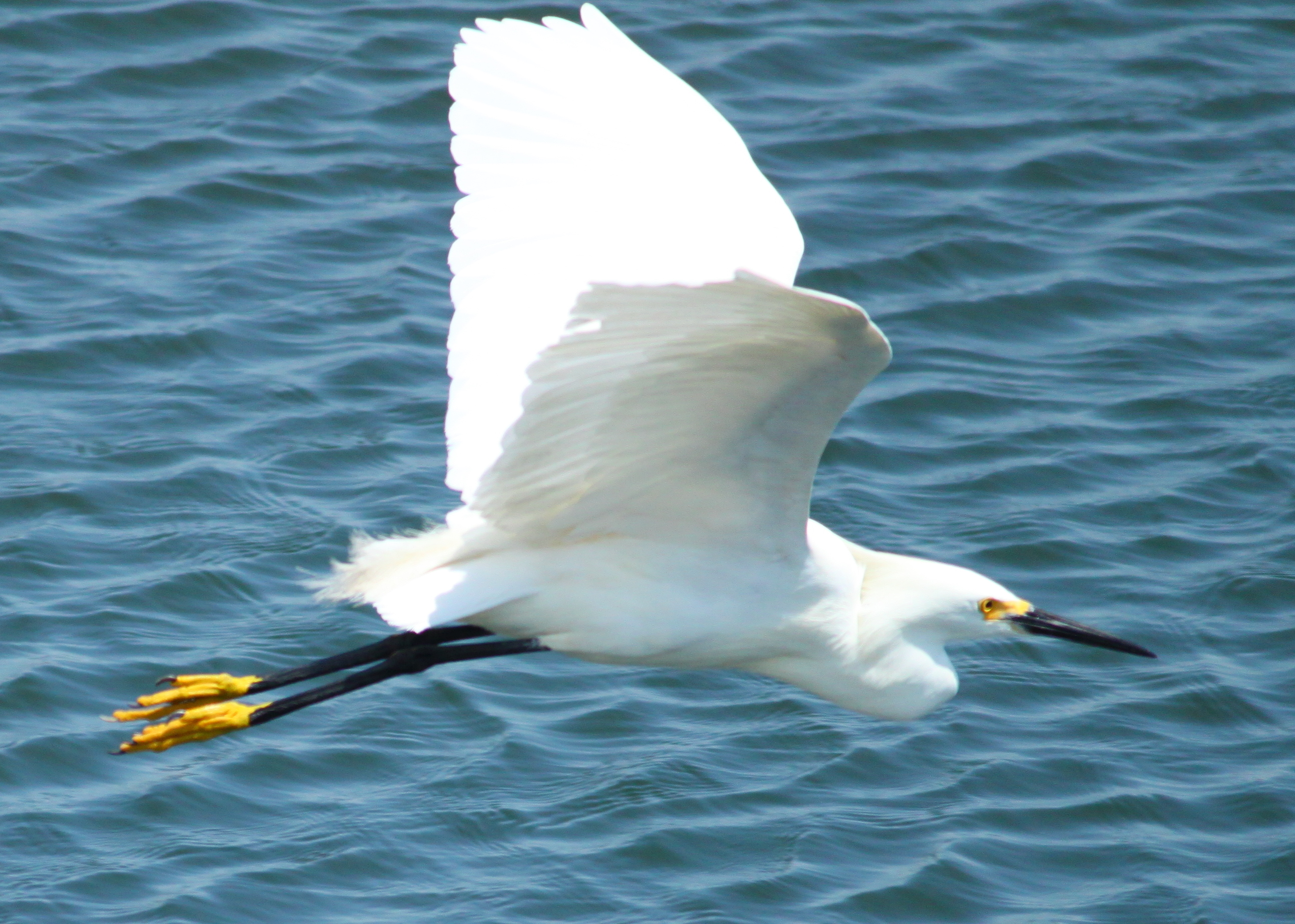
في الرحلة
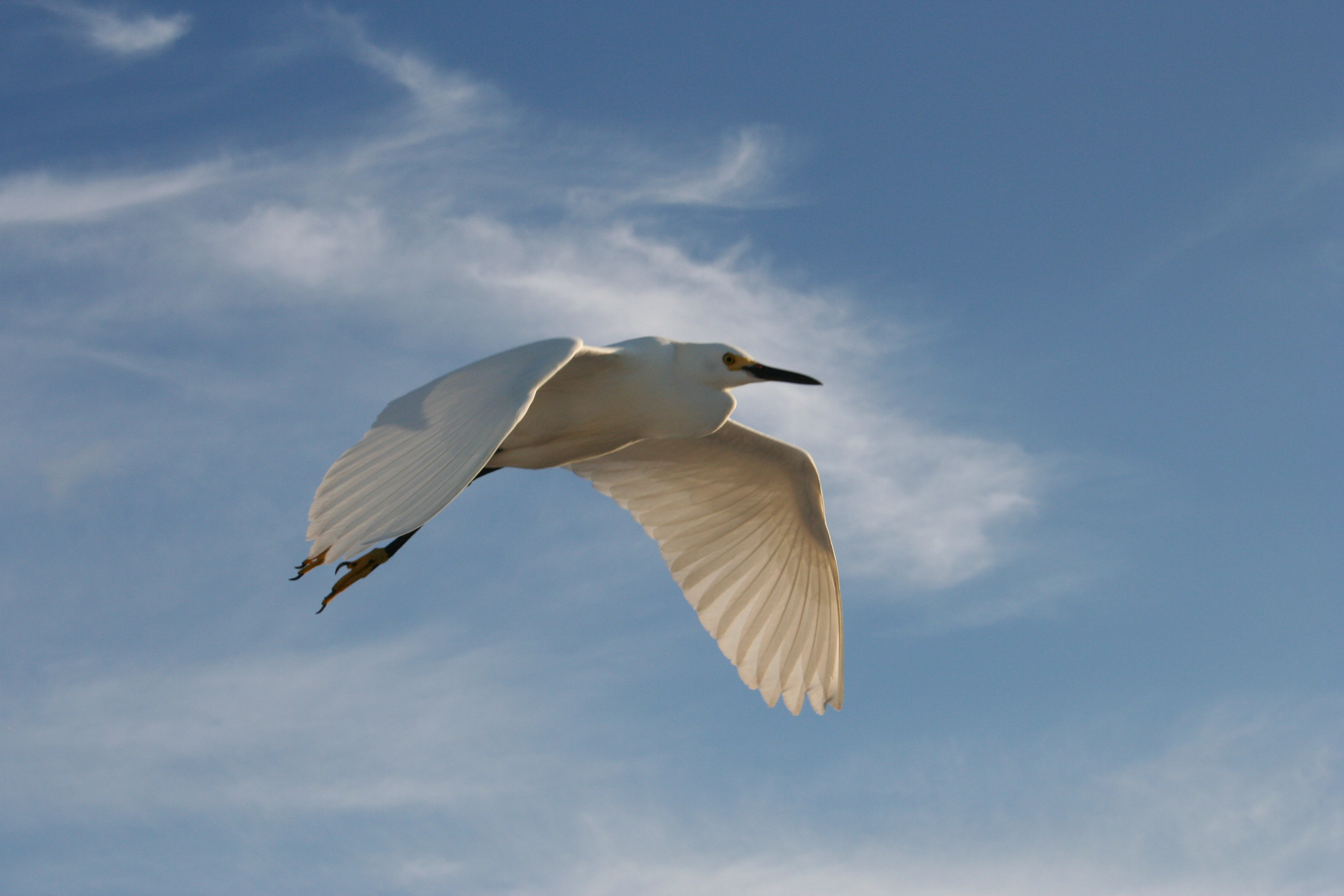
في الرحلة
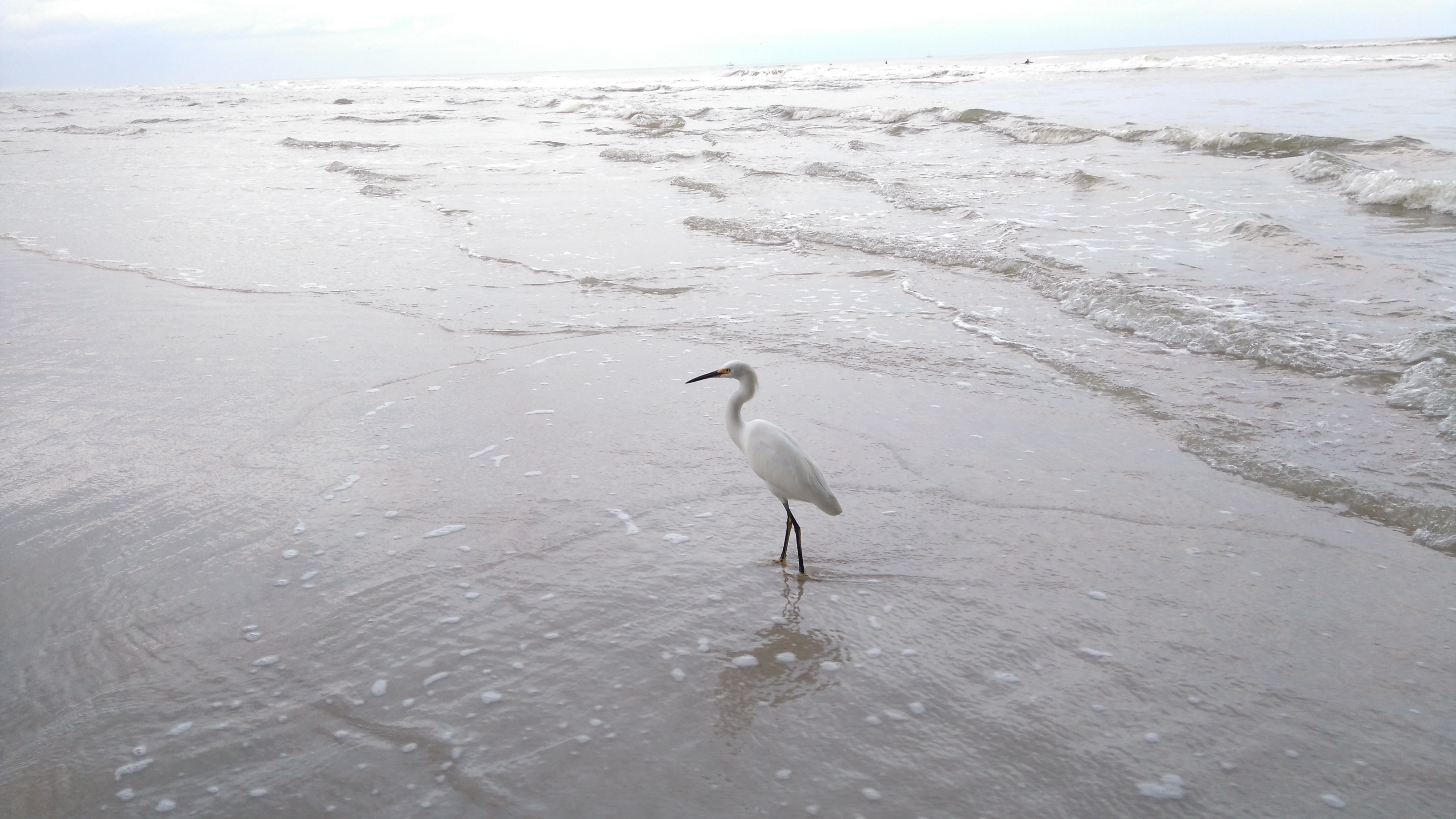
في الصيد، دايتونا بيتش، فلوريدا، الولايات المتحدة
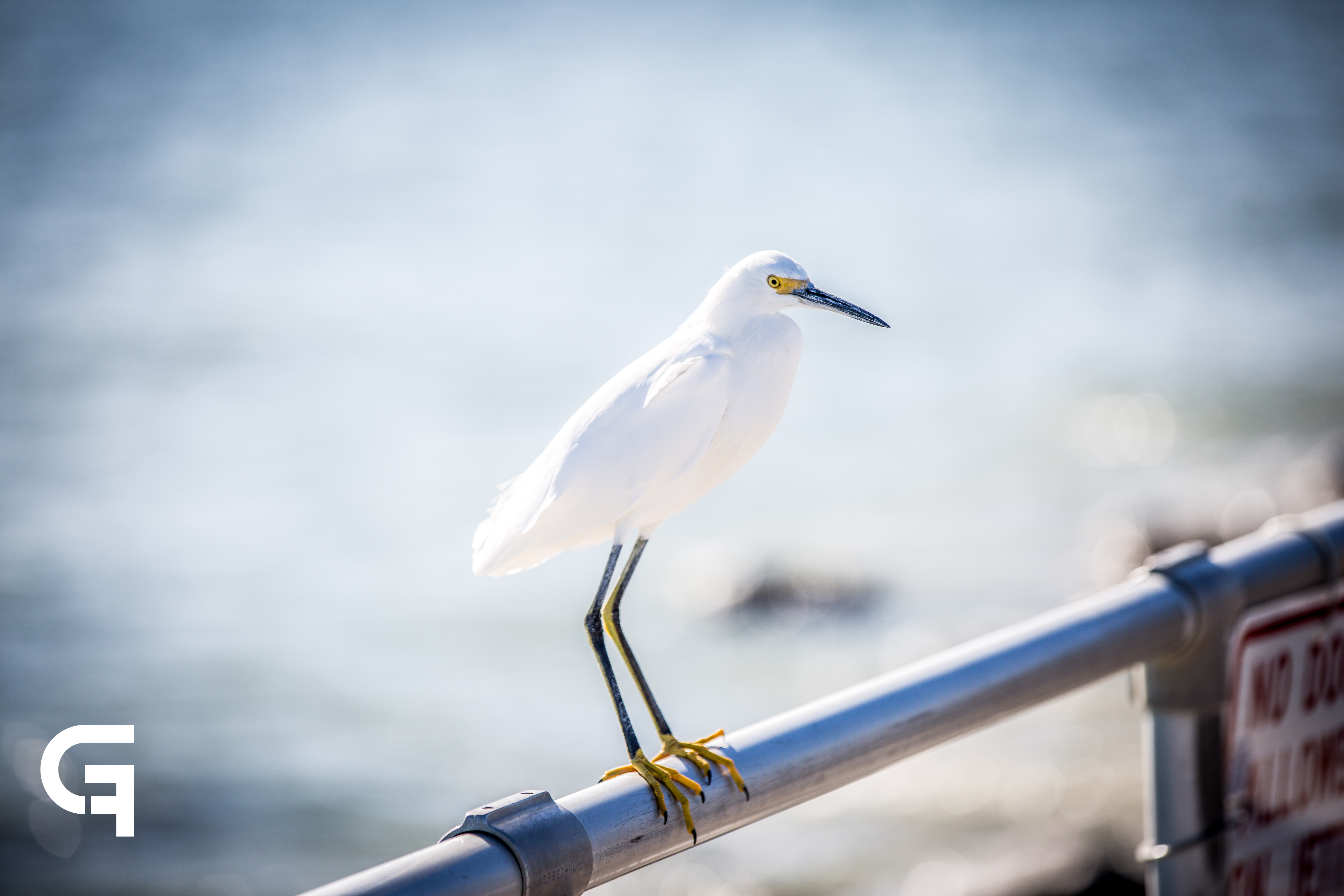
شاطئ بونس انليت، فلوريدا، الولايات المتحدة
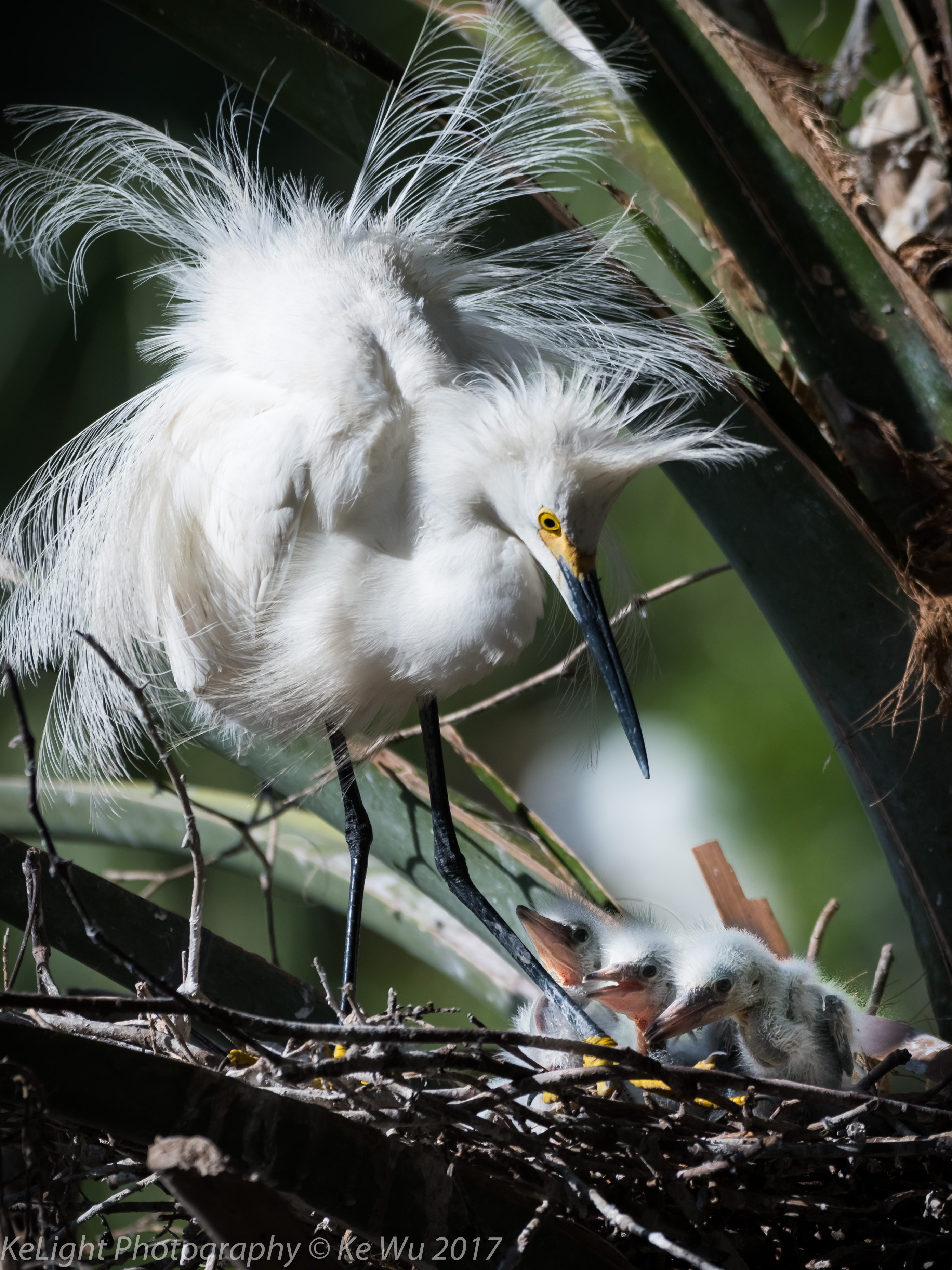
البلشون الأبيض الثلجي وفراخه في سانت أوغسطين، فلوريدا. .
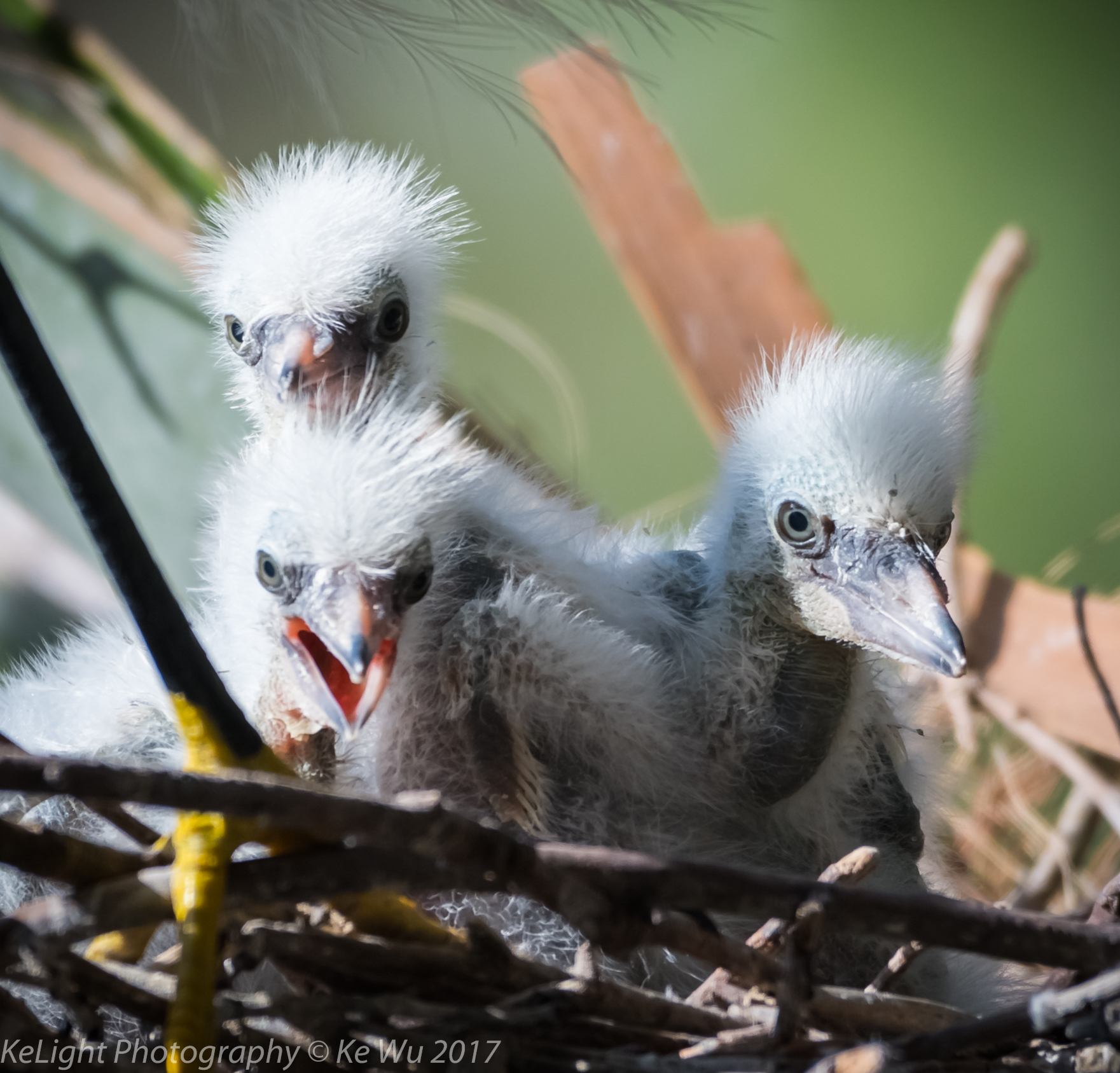
كتاكيت البلشون الثلجي في سانت أوغسطين، فلوريدا.

## روابط أخرى
- Snowy Egret – Cornell Lab of Ornithology
- Snowy egret Egretta thula - USGS Patuxent Bird Identification InfoCenter
- "وسائط عن Snowy egret". إنترنت بيرد كوليكشن.
- معرض الصور عن Snowy egret على فيريو (جامعة دركسل)

- Snowy egret species account at NeotropicalBirds (Cornell University)